# Kielmeyera tomentosa
Kielmeyera tomentosa är en tvåhjärtbladig växtart som beskrevs av Jacques Cambessèdes. Kielmeyera tomentosa ingår i släktet Kielmeyera och familjen Calophyllaceae. Inga underarter finns listade i Catalogue of Life.